# David Möller

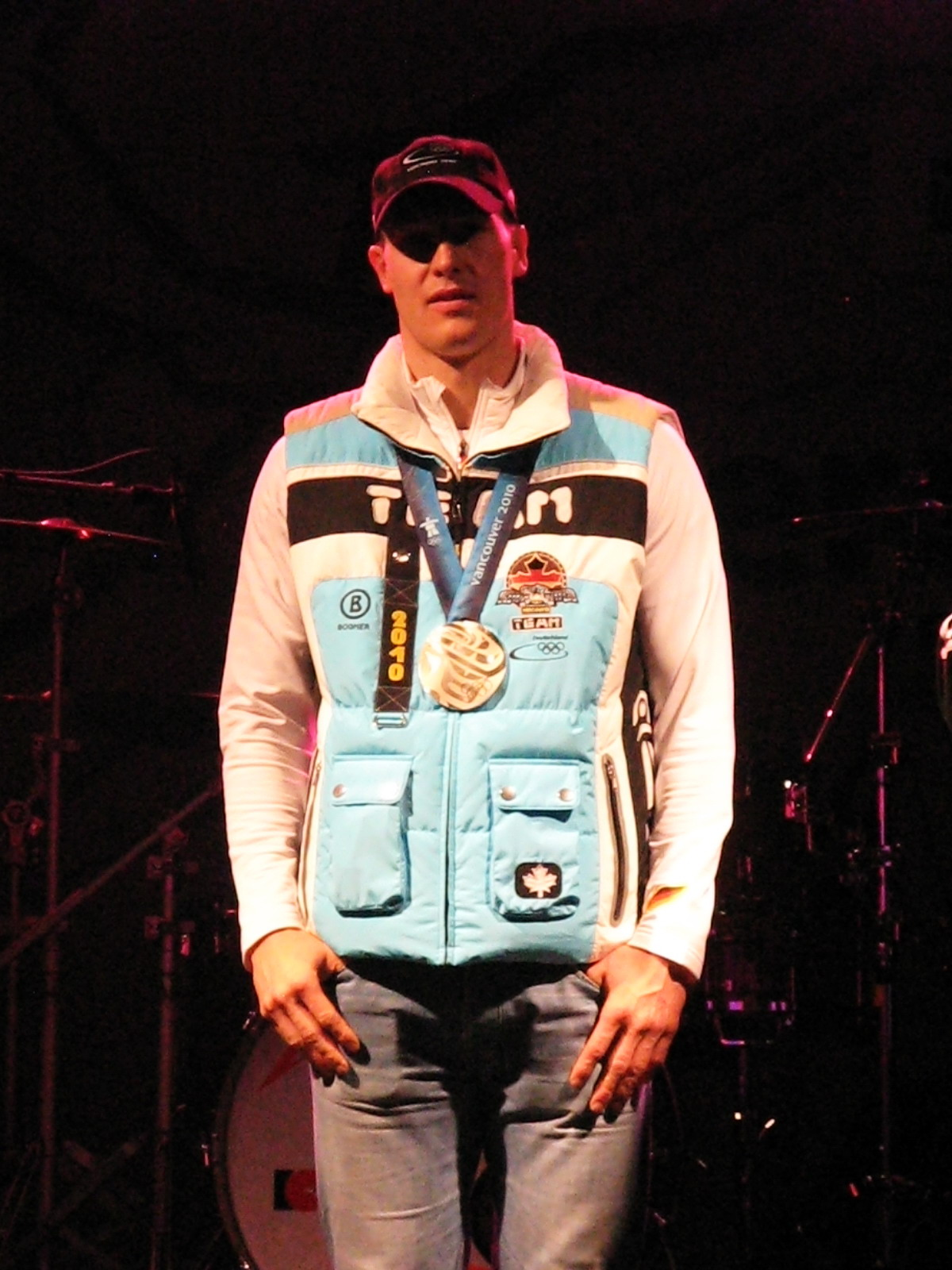
David Möller, medaglia d'argento nel singolo ai Giochi olimpici invernali di

David Möller (Sonneberg, 13 gennaio 1982) è un ex slittinista tedesco.

## Biografia
Iniziò a competere per la nazionale tedesca nelle varie categorie giovanili nella specialità del singolo, ottenendo una vittoria nella classifica finale della Coppa del Mondo giovani nella stagione 1997/98, a pari merito con lo statunitense Andrew McConnell, e due primi posti in quella juniores del 1999/00 e del 2000/01, sempre nel singolo. Inoltre vinse cinque medaglie, tra le quali tre d'oro, ai campionati mondiali juniores.
A livello assoluto esordì in Coppa del Mondo nella stagione 2001/02, conquistò il primo podio il 13 dicembre 2001 nel singolo ad Igls (3°) e la prima vittoria il 6 dicembre 2003 sempre nel singolo a Calgary. In totale trionfò in ventisette tappe di coppa (comprendendo anche le prove a squadre) e giunse in quattro occasioni al secondo posto in classifica generale nella specialità del singolo: nel 2005/06, nel 2006/07, nel 2007/08 e nel 2008/09.
Partecipò a tre edizioni dei Giochi olimpici invernali, esclusivamente nel singolo: a Torino 2006 si piazzò al quinto posto, a Vancouver 2010 conquistò la medaglia d'argento ed a Soči 2014, in quella che fu la sua ultima competizione a livello internazionale, si classificò in quattordicesima posizione.
Prese parte altresì a nove edizioni dei campionati mondiali aggiudicandosi sei medaglie, delle quali quattro d'oro: vinse infatti il titolo sia nel singolo sia nella gara a squadre a Nagano 2004 e ad Igls 2007. Nelle rassegne continentali ottenne la vittoria nella prova a squadre a Winterberg 2006 ed in altre quattro occasioni riuscì a salire sul podio.
Ha inoltre vinto quattro titoli nazionali nel singolo.

## Palmarès

### Olimpiadi
- 1 medaglia:
  - 1 argento (singolo a Vancouver 2010).

### Mondiali
- 6 medaglie:
  - 4 ori (singolo, gara a squadre a Nagano 2004; singolo, gara a squadre ad Igls 2007);
  - 1 argento (singolo ad Oberhof 2008);
  - 1 bronzo (singolo a Park City 2005).

### Europei
- 4 medaglie:
  - 1 oro (gara a squadre a Winterberg 2006);
  - 1 argento (singolo ad Oberhof 2004);
  - 2 bronzi (singolo a Winterberg 2006; singolo a Cesana Torinese 2008).

### Mondiali juniores
- 5 medaglie:
  - 3 ori (singolo a Lillehammer 2001; singolo, gara a squadre ad Igls 2002);
  - 2 argenti (singolo, gara a squadre ad Altenberg 2000).

### Coppa del Mondo
- Miglior piazzamento in classifica generale nel singolo: 2° nel 2005/06, nel 2006/07, nel 2007/08 e nel 2008/09.
- 77 podi (57 nel singolo, 20 nelle gare a squadre):
  - 27 vittorie (10 nel singolo, 17 nelle gare a squadre);
  - 26 secondi posti (23 nel singolo, 3 nelle gare a squadre);
  - 24 terzi posti (tutti nel singolo).

#### Coppa del Mondo - vittorie
| Data             | Luogo                | Paese       | Disciplina                                                                   |
| ---------------- | -------------------- | ----------- | ---------------------------------------------------------------------------- |
| 6 dicembre 2003  | Calgary              | Canada      | Singolo                                                                      |
| 20 dicembre 2003 | Lake Placid          | Stati Uniti | Gara a squadre con Sylke Otto, Patric Leitner e Alexander Resch              |
| 25 gennaio 2004  | Igls                 | Austria     | Gara a squadre con Sylke Otto, André Florschütz e Torsten Wustlich           |
| 4 dicembre 2004  | Lake Placid          | Stati Uniti | Singolo                                                                      |
| 4 dicembre 2004  | Lake Placid          | Stati Uniti | Gara a squadre con Silke Kraushaar, Sebastian Schmidt e André Forker         |
| 12 dicembre 2004 | Calgary              | Canada      | Singolo                                                                      |
| 2 gennaio 2005   | Oberhof              | Germania    | Gara a squadre con Sebastian Schmidt, André Forker e Silke Kraushaar         |
| 6 gennaio 2005   | Schönau am Königssee | Germania    | Gara a squadre con André Florschütz, Torsten Wustlich e Barbara Niedernhuber |
| 9 dicembre 2006  | Calgary              | Canada      | Singolo                                                                      |
| 17 dicembre 2006 | Nagano               | Giappone    | Gara a squadre con Silke Kraushaar-Pielach, Patric Leitner e Alexander Resch |
| 7 gennaio 2007   | Schönau am Königssee | Germania    | Gara a squadre con Patric Leitner, Alexander Resch e Silke Kraushaar-Pielach |
| 14 gennaio 2007  | Oberhof              | Germania    | Singolo                                                                      |
| 11 febbraio 2007 | Winterberg           | Germania    | Gara a squadre con Patric Leitner, Alexander Resch e Silke Kraushaar-Pielach |
| 25 novembre 2007 | Calgary              | Canada      | Singolo                                                                      |
| 9 dicembre 2007  | Winterberg           | Germania    | Singolo                                                                      |
| 6 gennaio 2008   | Schönau am Königssee | Germania    | Gara a squadre con Patric Leitner, Alexander Resch e Silke Kraushaar-Pielach |
| 17 febbraio 2008 | Sigulda              | Lettonia    | Gara a squadre con André Florschütz, Torsten Wustlich e Tatjana Hüfner       |
| 14 dicembre 2008 | Winterberg           | Germania    | Gara a squadre con Tatjana Hüfner, Patric Leitner e Alexander Resch          |
| 4 gennaio 2009   | Schönau am Königssee | Germania    | Gara a squadre con Tatjana Hüfner, Patric Leitner e Alexander Resch          |
| 23 gennaio 2009  | Altenberg            | Germania    | Gara a squadre con Natalie Geisenberger, Tobias Wendl e Tobias Arlt          |
| 21 febbraio 2009 | Whistler             | Canada      | Singolo                                                                      |
| 17 gennaio 2010  | Oberhof              | Germania    | Gara a squadre con Tatjana Hüfner, Patric Leitner e Alexander Resch          |
| 5 dicembre 2010  | Winterberg           | Germania    | Gara a squadre con Tatjana Hüfner, Tobias Wendl e Tobias Arlt                |
| 25 novembre 2012 | Igls                 | Austria     | Gara a squadre con Anke Wischnewski, Tobias Wendl e Tobias Arlt              |
| 6 gennaio 2013   | Schönau am Königssee | Germania    | Singolo                                                                      |
| 6 gennaio 2013   | Schönau am Königssee | Germania    | Gara a squadre con Natalie Geisenberger, Tobias Wendl e Tobias Arlt          |
| 19 gennaio 2013  | Winterberg           | Germania    | Singolo                                                                      |

### Coppa del Mondo juniores
- Vincitore della Coppa del Mondo juniores nella specialità del singolo nel 1999/00 e nel 2000/01.

### Coppa del Mondo giovani
- Vincitore della Coppa del Mondo giovani nella specialità del singolo nel 1997/98.

### Campionati tedeschi
- 14 medaglie:
  - 4 ori (singolo ad Oberhof 2006; singolo ad Altenberg 2007; singolo ad Oberhof 2008; singolo a Schönau am Königssee 2013);
  - 7 argenti (singolo a Winterberg 2003; singolo a Oberhof 2004; singolo a Schönau am Königssee 2005; singolo a Winterberg 2010; singolo ad Oberhof 2011; gara a squadre ad Altenberg 2012; singolo a Winterberg 2014);
  - 3 bronzi (singolo a Schönau am Königssee 2009; singolo ad Altenberg 2012; gara a squadre a Schönau am Königssee 2013).